# 坎皮达诺平原
坎皮达诺是位于意大利撒丁岛西南部的一个平原，其面积约有1850平方千米，是萨丁岛上最大的平原。

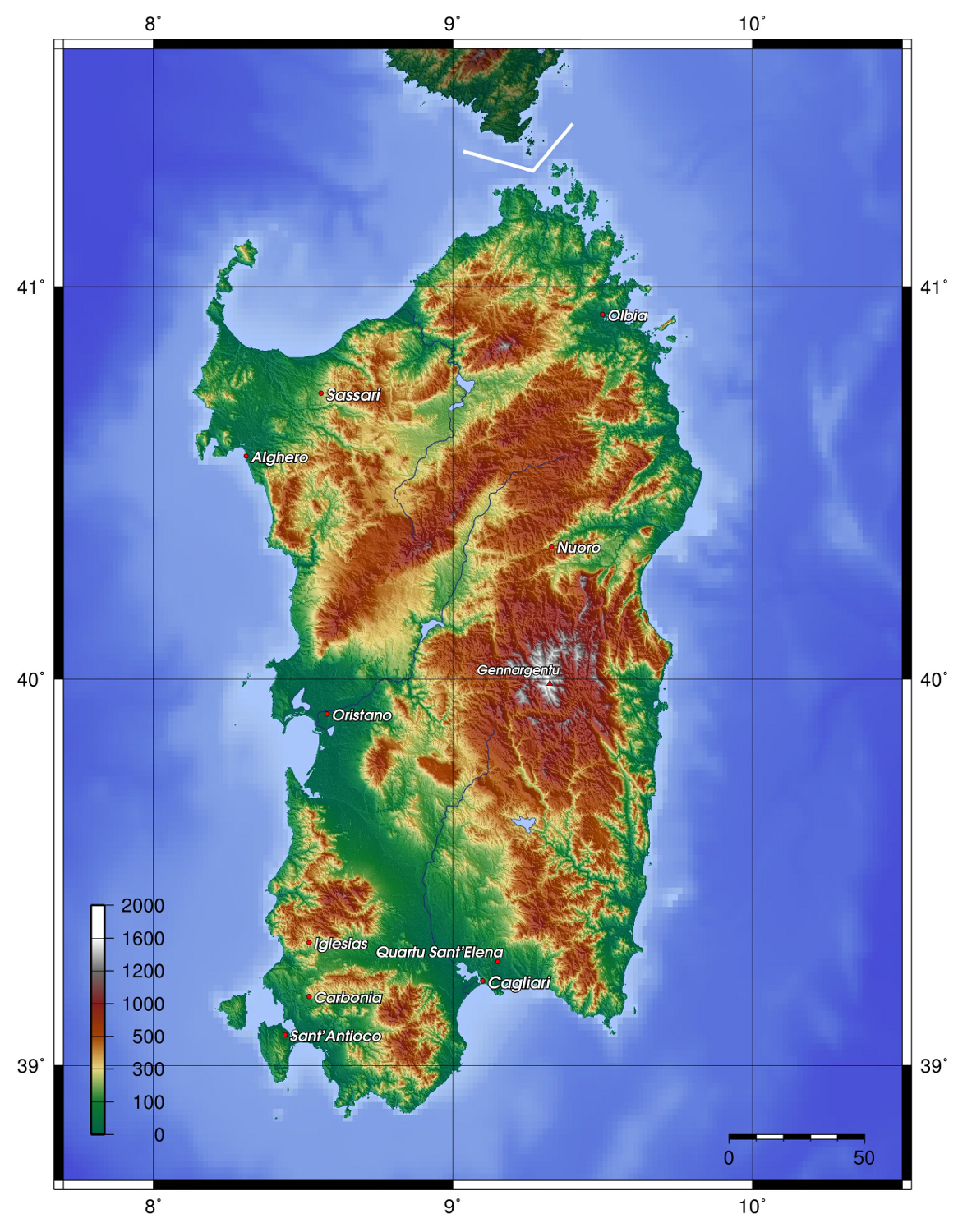
坎皮达诺平原位于萨丁岛的西南，图中左下绿色部分

## 语言
居住在坎皮达诺平原的人们主要使用撒丁语的坎皮达诺方言。

## 行政
其所在的区域分属于萨丁大区的三个省份：
- 卡利亚里广域市
- 奥里斯塔诺省
- 南撒丁省

## 农业
坎皮达诺平原非常肥沃，在腓尼基和罗马时代，该地便已广泛种植小麦及葡萄。在其西部，奥里斯塔诺附近，还有许多稻田。坎皮达诺出产的葡萄酒被称为坎皮达诺葡萄酒。
39°36′00″N 8°54′00″E / 39.6000°N 8.9000°E